# ずっと (aikoの曲)
「ずっと」は、aikoの楽曲。彼女の29枚目のシングルとして2011年11月23日にポニーキャニオンから発売された。

## 背景
2011年第2弾シングルで、「恋のスーパーボール／ホーム」から半年ぶりの新曲。

## 制作
同年8月中旬頃、テレビ・ドラマの主題歌の依頼がきたことをプロデューサーからの電話で知った。大切な人を想う時の最初に浮かぶものや根底にあるものを曲にしようと、ドラマの台本は読まずに、自分の状況なども考えずに制作が始まった。
夜中に一人でピアノの前で目をつぶりじっくり考えて出てきたものを弾いたり書いたりしていった。

## ミュージック・ビデオ
中江功が監督を務め、aikoはザ・コレクターズの古市コータローと共演している。
2013年7月16日にYouTubeで公開された。

## 収録曲について
1.ずっと
タイトルは、誰かを大切に想う気持ちや心の中で信じるものがあることから、自分の心の中には永遠があると思い付けられた。
2.瞬き
二人だけの世界を描いた曲で、別れた人にもう一度巡り合うという内容。

## タイアップ
- テレビドラマ『蜜の味〜A Taste Of Honey〜』主題歌(#1[12])。

aikoの楽曲がテレビドラマ主題歌となるのは、2010年1-3月期放送の『曲げられない女』主題歌であった「戻れない明日」以来1年9ヶ月ぶりとなる。

## パッケージ
初回限定仕様盤と通常仕様盤の2形態でリリースされた。初回限定仕様盤はカラートレイ仕様で、8Pブックレットが付属する。

## 収録曲
全曲、作詞/作曲：AIKO 編曲：島田昌典
| #         | タイトル                   | 作詞  | 作曲・編曲 | 時間 |
| --------- | -------------------------- | ----- | ---------- | ---- |
| 1.        | 「ずっと」                 |       |            | 5:00 |
| 2.        | 「瞬き」                   |       |            | 5:49 |
| 3.        | 「ぬけがら」               |       |            | 4:44 |
| 4.        | 「ずっと（instrumental）」 |       |            | 4:54 |
| 合計時間: | 合計時間:                  | 20:29 |            |      |